# American Copper Buildings

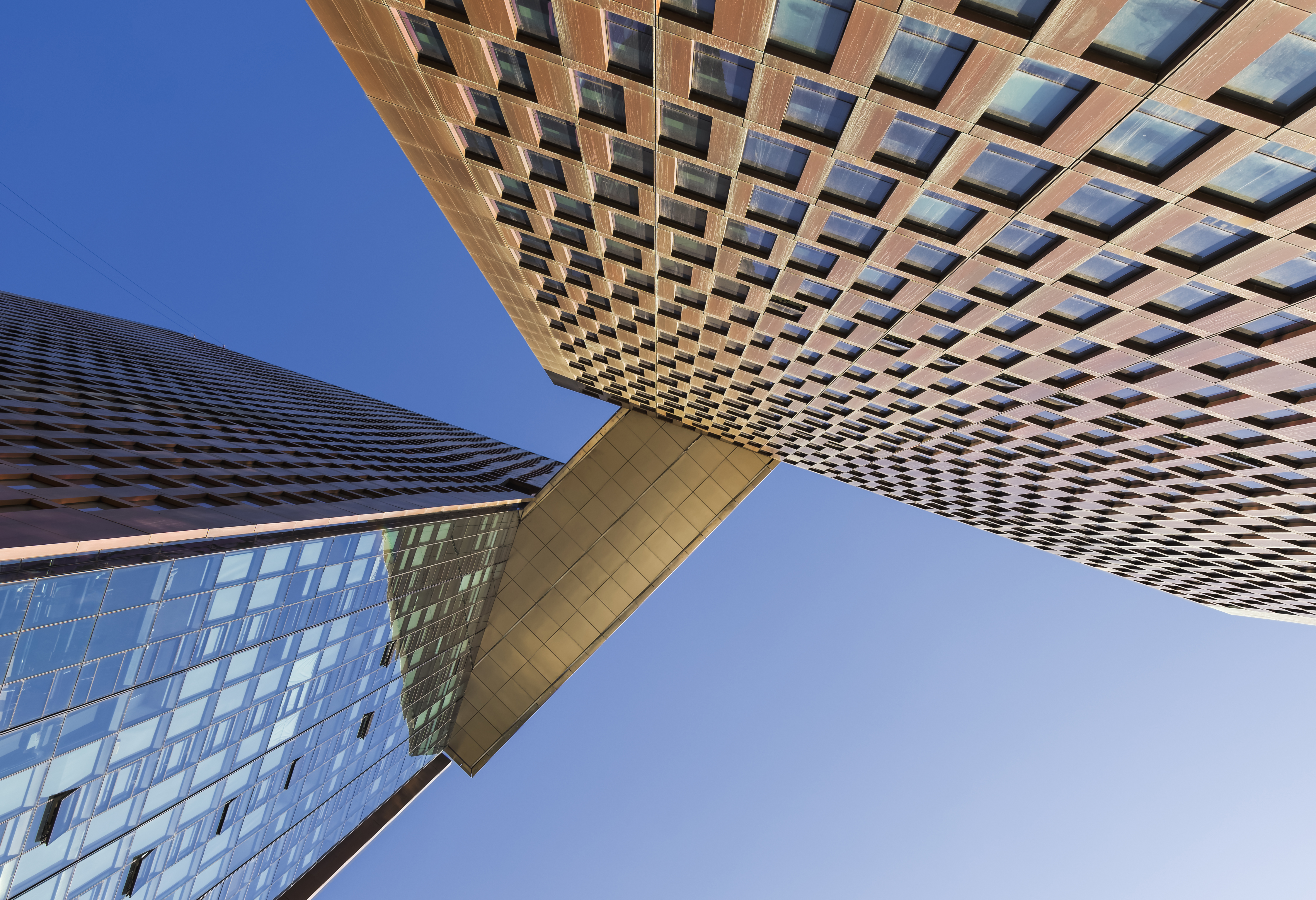
The Copper mit Skybridge von unten

The Copper, früher American Copper Buildings, sind zwei mit einer Skybridge verbundenen luxuriöse Wohnhochhäuser in Manhattan in New York City.

## Beschreibung
Die Wohntürme befinden sich im Stadtteil Murray Hill in Midtown Manhattan an der First Avenue zwischen der East 35th und 36th Street direkt am East River nahe dem Gelände der Vereinten Nationen. Zwischen East River und den beiden Gebäuden verläuft der FDR-Drive. Direkt vor den Gebäude befindet sich der Fähranleger East 34th Street, wo fahrplanmäßig Fähren der NYC Ferry anlegen.
The Copper wurden vom Architekturbüro SHoP Architects entworfen und von 2014 bis 2017 erbaut. Bauherren und Eigentümer bis 2021 waren die JDS Development Group und Baupost Group. Die beiden Hochhäuser haben unterschiedliche Höhen, der Wolkenkratzer „American Copper West“ an der 36th Street ist 166,4 Meter (546 Fuß) hoch und hat 48 Etagen, der „American Copper East“ an der 35th Street ist 144,8 Meter (475 Fuß) hoch und besitzt 41 Etagen. Sie beherbergen zusammen 761 Wohneinheiten. Die beiden in Kupfer gekleideten Wohntürme erinnern an ein tanzendes Paar, das sich leicht nach hinten lehnt und durch eine metallisch reflektierende 30 Meter lange Skybridge miteinander verbunden ist. Die Skybridge, welche beide Gebäude von der 27. bis zur 29. Etage auf etwa 100 Meter Höhe miteinander verbindet, ist zentrales gestalterisches Element und hat zudem eine wichtige statische Funktion. The Copper wurde im Dezember 2021 für 850 Millionen US-Dollar an die Investoren Black Spruce Management und Orbach Affordable Housing Solutions verkauft. Nach dem Verkauf fand 2022 eine offizielle Namensänderung der American Copper Buildings in The Copper statt.

## Architektur und Grundstück
Aufgrund einer bereits bestehenden Parkanlage sowie eines Gebäudes wurde der Bau der Copper Buildings dadurch erschwert, dass diesem lediglich zwei diagonal angeordnete Flächen zur Verfügung standen. Gemäß Planung des New Yorker Architekturbüros SHoP Architects sollte für den Eigentümer JDS Development Group zunächst nur ein Gebäude errichtet werden. Da dies aufgrund der ungünstigen Nutzbarkeit des Grundstückes nicht realisierbar war, entschlossen sich die Architekten, zwei Türme zu errichten und diese mit einer Brücke zu verbinden. Eine gerade Brücke hätte jedoch zu einer Überbauung der bereits vorhandenen Strukturen geführt, eine Brücke in L-Form wäre architektonisch problematisch gewesen, sodass die beiden Türme nun so gebaut wurden, dass sie sich aufeinander zuneigen.
Die Fassadenbekleidung der beiden Türme setzt sich jeweils auf der Nord- und Südseite aus über 5000 Kupferplatten zusammen, deren Oberfläche im Laufe der Zeit von rotbraun zu mattgrün bzw. zur Patina changieren wird. Die Ost- und Westseiten haben eine Glasfassade. Die dreistöckige Verbindungsbrücke hingegen ist komplett in ein metallisch schimmerndes Glas gehüllt. Das unterste Geschoss der Skybridge stellt hierbei eine Verbindung der Gebäudetechnik der beiden Türme dar.
In der Skybridge befinden sich im obersten Geschoss eine Lounge sowie im mittleren Geschoss ein 23 Meter langer Swimmingpool, in dem man vom einen zum anderen Turm schwimmen kann. Raumhohe Fenster ermöglichen durchgängig einen Ausblick auf den East River und die Skyline von Midtown Manhattan. Für die Brücke entwickelten SHoP Architekten zusammen mit Glas Trösch und McGrory Glass ein Zweifachisolierglas, das nicht nur ungestörte Ausblicke gewährleistet, sondern auch den strengen energetischen Auflagen gerecht wird.
Der Skybridge anschließend sind in der 28. und 29. Etage ein Fitnessstudio mit Bar, ein Hamam, eine Kletterwand, eine öffentliche Küche und weitere Freizeiträume untergebracht. Auf dem kleineren American Copper East befindet sich auf einer begrünten Dachterrasse für Mitglieder die „AYRE“-Lounge mit Club, Bar und Swimmingpool. Jeder Turm besitzt eine eigene Lobby mit Parkservice, in den Erdgeschossen sind unter anderem eine Bibliothek und ein Restaurant untergebracht. Zwischen den beiden Türmen liegt der öffentliche Park „Public Plaza 626 1st Avenue“ mit Sitzgelegenheiten und Brunnen.

## Galerie

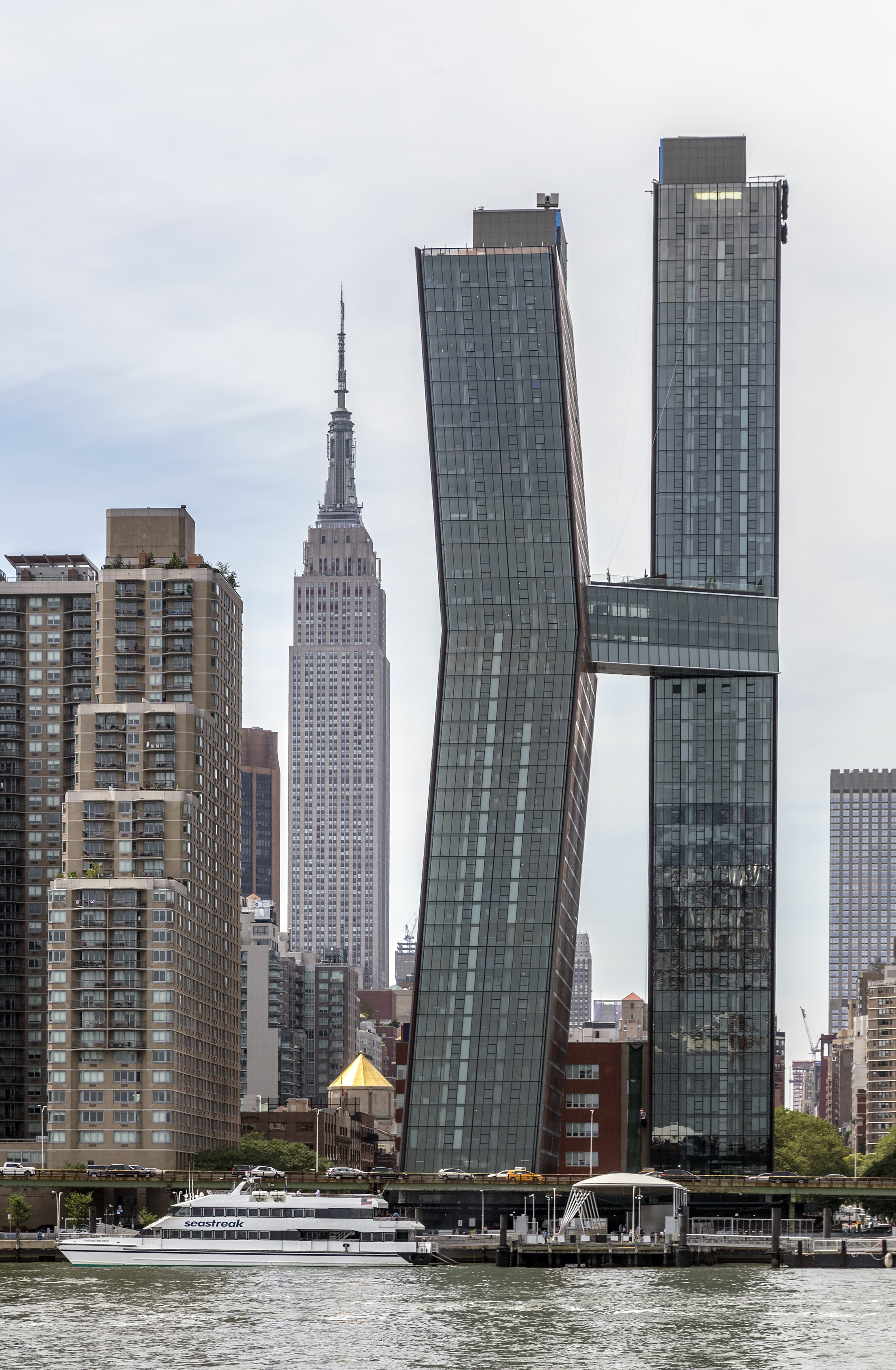
The Copper und das Empire State Building im Juli 2017
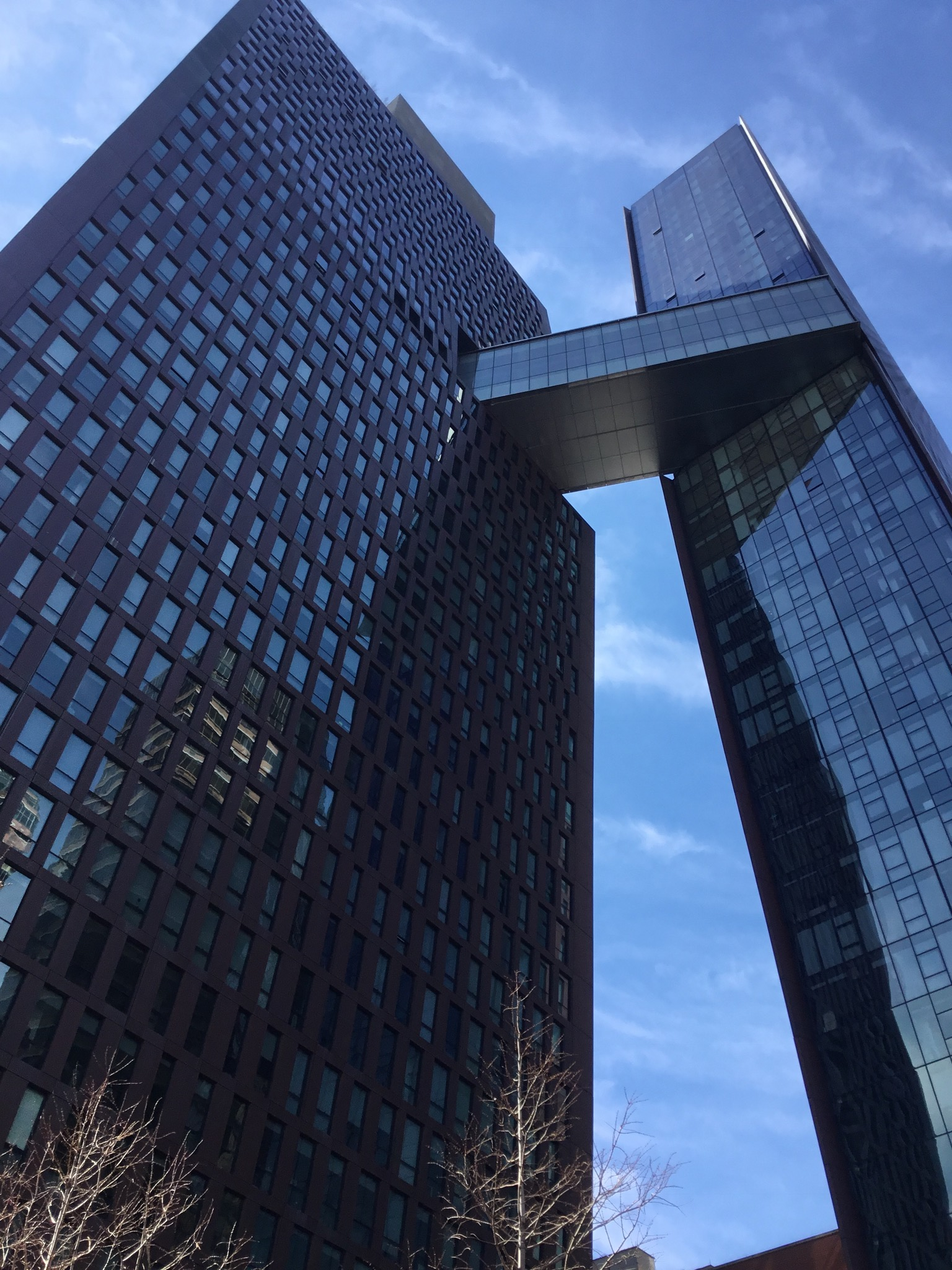
Vertikaler Blick zur Skybridge am 18. März 2023
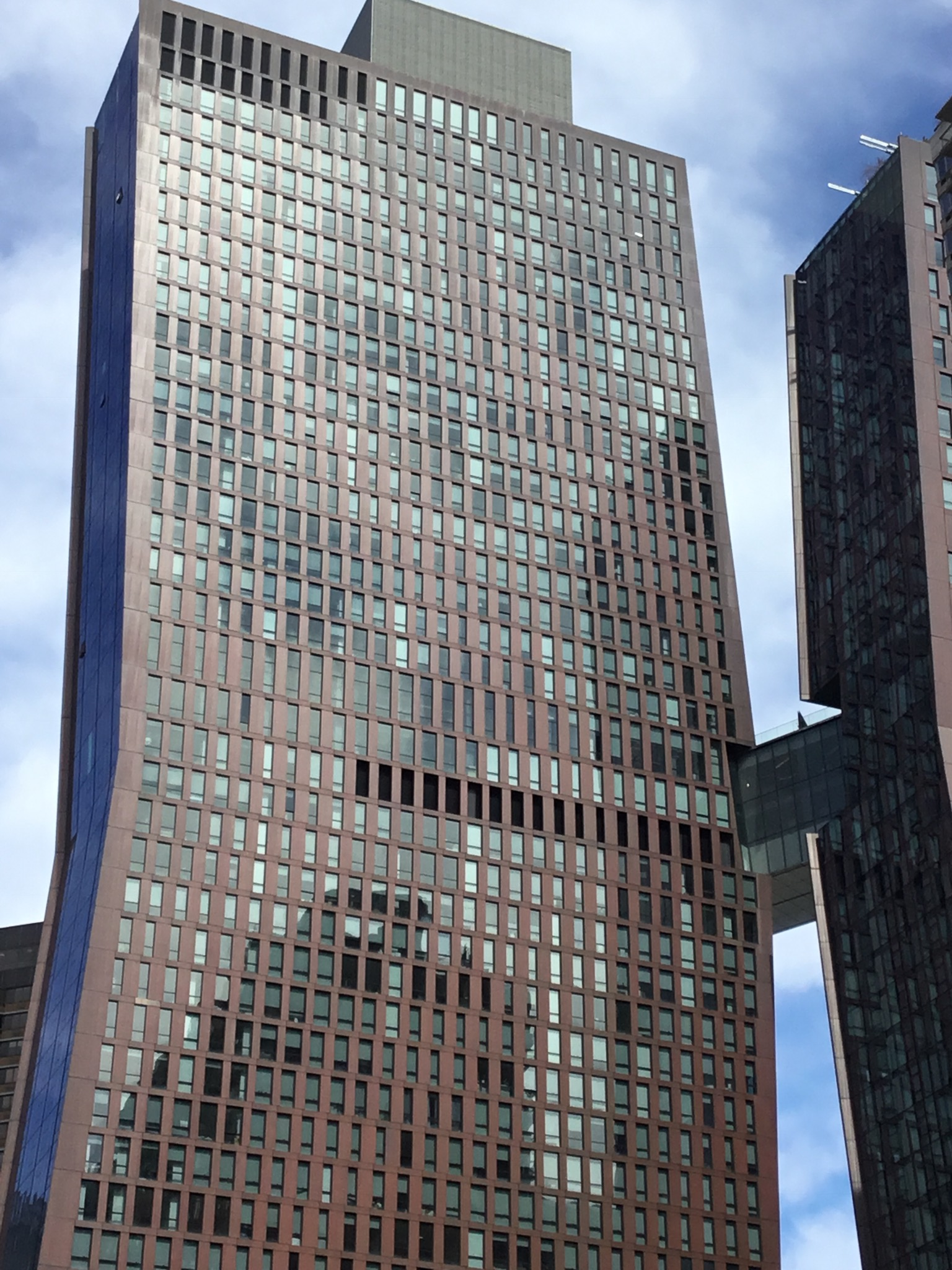
Kupferne Südfassade von American Copper West
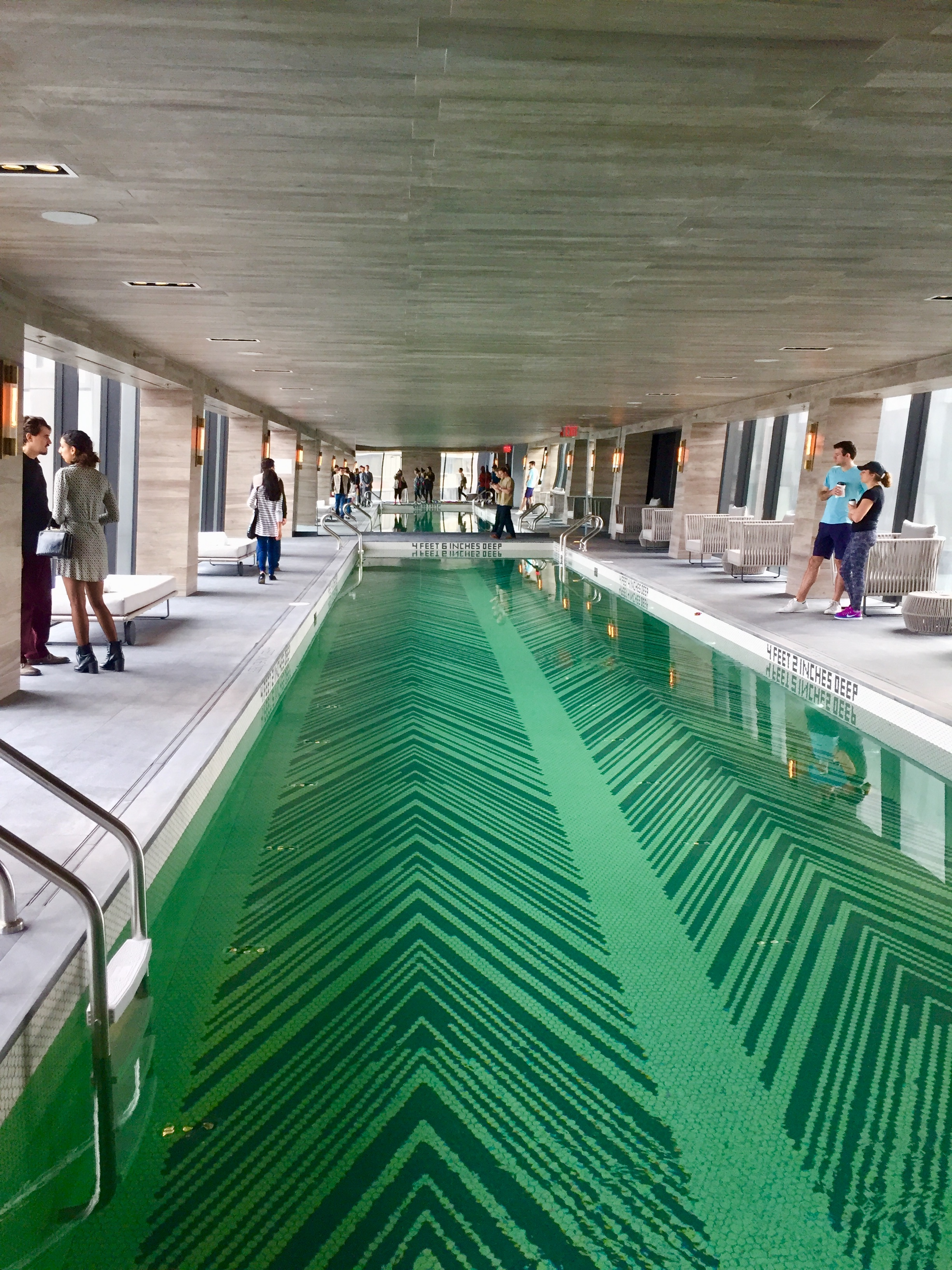
Der Swimmingpool in der Skybridge
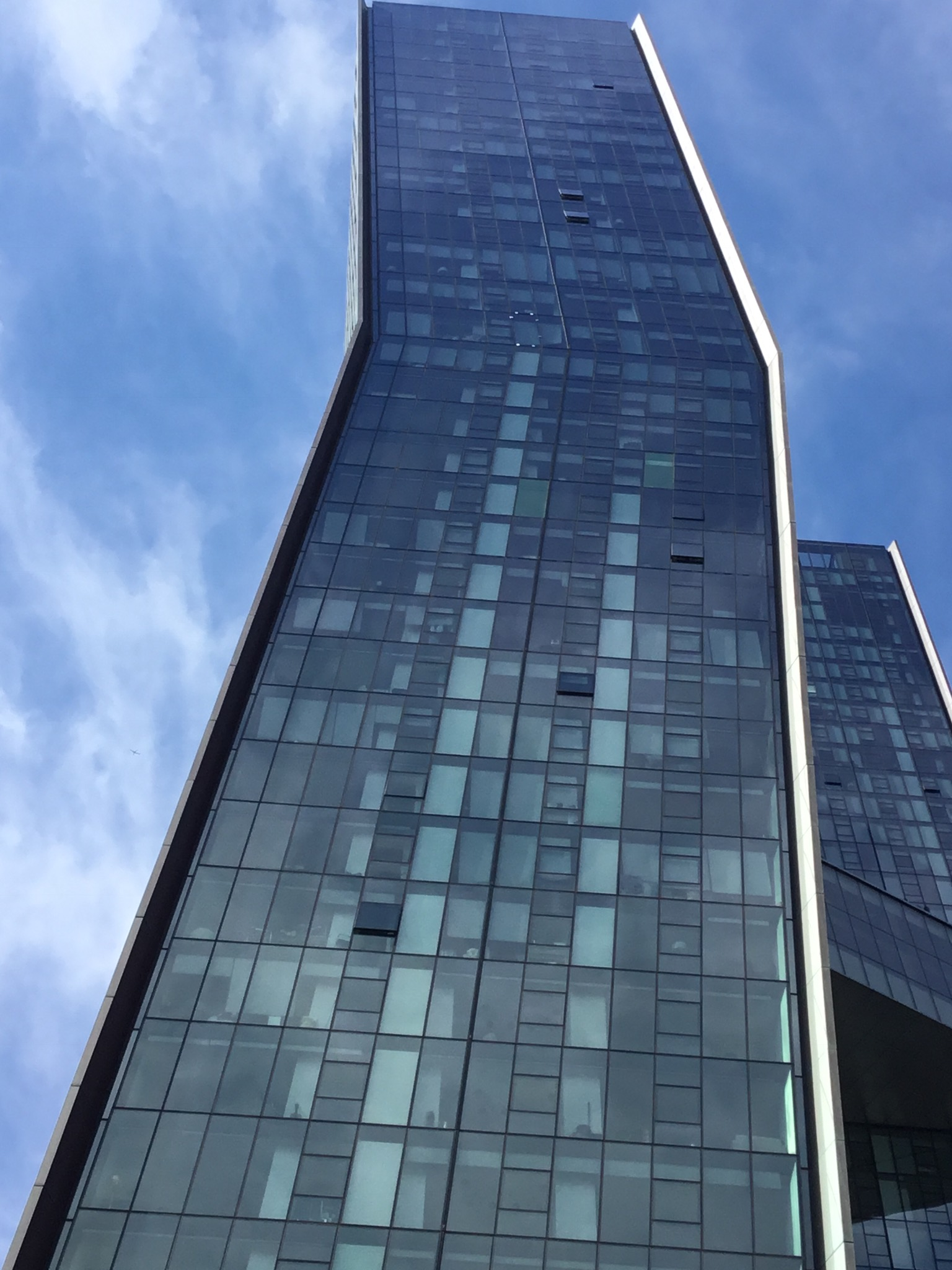
Östliche Glasfassade und Gebäudeknick des Ostturms